# Filip III. Arrhidaios
Filip III. Arrhidaios (řecky Φίλιππος Αρριδαίος; kolem 359 př. n. l. – 25. prosinec 317 př. n. l.) byl makedonským králem vládnoucím v letech 323 až 317 př. n. l. Byl nelegitimním synem Filipa II. a nevlastním bratrem Alexandra Velikého.
Filip nebyl kvůli svému mentálnímu postižení schopen vládnout a díky svému nelegitimnímu původu nebyl Alexandrovi ani soupeřem v souboji o získání makedonského trůnu. Po Alexandrově smrti podporovali jeho nárok na trůn hlavně velitelé falangy v čele s Meleagrem, zatímco Perdikkás a velitelé jízdy chtěli za krále raději Alexandrova syna Alexandra Aiga. Nakonec bylo dosaženo kompromisu a králem se stal jak on, tak i Alexandrův syn.
Filip byl spíše loutkovou figurkou na trůně. Po zavraždění regenta Perdikka odjel spolu s Antipatrem, novým regentem, do Makedonie. Tam ho však po Antipatrově smrti a po dobytí Makedonie Polyperchontem dala zavraždit Olympias, matka Alexandra Velikého. O rok později byl pohřben se všemi poctami v Pelle.